# Predappio Alta–Roma
Predappio Alta-Roma war ein italienisches Straßenradrennen, das von 1928 bis 1933 in der Region Emilia-Romagna veranstaltet wurde und nach Rom führte.

## Geschichte
Das Rennen hatte sechs Auflagen und fand jährlich statt. Die Strecke führte von Predappio, dem Geburtsort von Benito Mussolini, als Eintagesrennen nach Rom. Es führte den Beinamen Coppa del Duce, was sich direkt auf Mussolini bezog. Lediglich 1933 wurde das Rennen als Etappenrennen ausgefahren.

## Sieger
- 1928  Alfredo Binda
- 1929   Alfredo Binda
- 1930  Learco Guerra
- 1931  Eugenio Gestri
- 1932   Learco Guerra
- 1933  Allegro Grandi